# Gonioryctus elegans
Gonioryctus elegans är en skalbaggsart som beskrevs av Sharp 1908. Gonioryctus elegans ingår i släktet Gonioryctus och familjen glansbaggar. Inga underarter finns listade i Catalogue of Life.